# Waldemar Stanisław Sommertag

Wappen von Waldemar Sommertag

Waldemar Stanisław Sommertag (* 6. Februar 1968 in Więcbork) ist ein polnischer Geistlicher, römisch-katholischer Erzbischof und Diplomat des Heiligen Stuhls.

## Leben
Waldemar Stanisław Sommertag empfing am 30. Mai 1993 das Sakrament der Priesterweihe für das Bistum Pelplin.
Er erwarb nach weiteren Studien einen Abschluss im Fach Kanonisches Recht und trat am 19. Juni 2000 in den diplomatischen Dienst des Heiligen Stuhls ein. Er war in den Nuntiaturen in verschiedenen Ländern und im Staatssekretariat tätig, zuletzt im Rang eines Nuntiaturrats.
Am 15. Februar 2018 ernannte ihn Papst Franziskus zum Titularerzbischof von Maastricht und zum Apostolischen Nuntius in Nicaragua. Der Papst selbst spendete ihm und den neuernannten Nuntien Alfred Xuereb und José Avelino Bettencourt am 19. März desselben Jahres die Bischofsweihe. Mitkonsekratoren waren Kardinalstaatssekretär Pietro Parolin und der Kardinalpräfekt der Kongregation für die Evangelisierung der Völker, Fernando Filoni.
Am 12. März 2022 gab der Heilige Stuhl bekannt, dass die nicaraguanische Regierung Sommertag die Akkreditierung entzogen und ihn zum sofortigen Verlassen des Landes aufgefordert habe. Dabei wurde diese Maßnahme als unverständlich, schwerwiegend und ungerechtfertigt bezeichnet. Der Heilige Stuhl betonte Sommertags Verdienste als Begleiter des nationalen Dialogs zwischen der Regierung und der politischen Opposition und sprach ihm das volle Vertrauen aus.
Papst Franziskus ernannte Sommertag am 6. September 2022 zum Apostolischen Nuntius im Senegal, in Mauretanien, Kap Verde und in Guinea-Bissau.